# Team Qhubeka NextHash

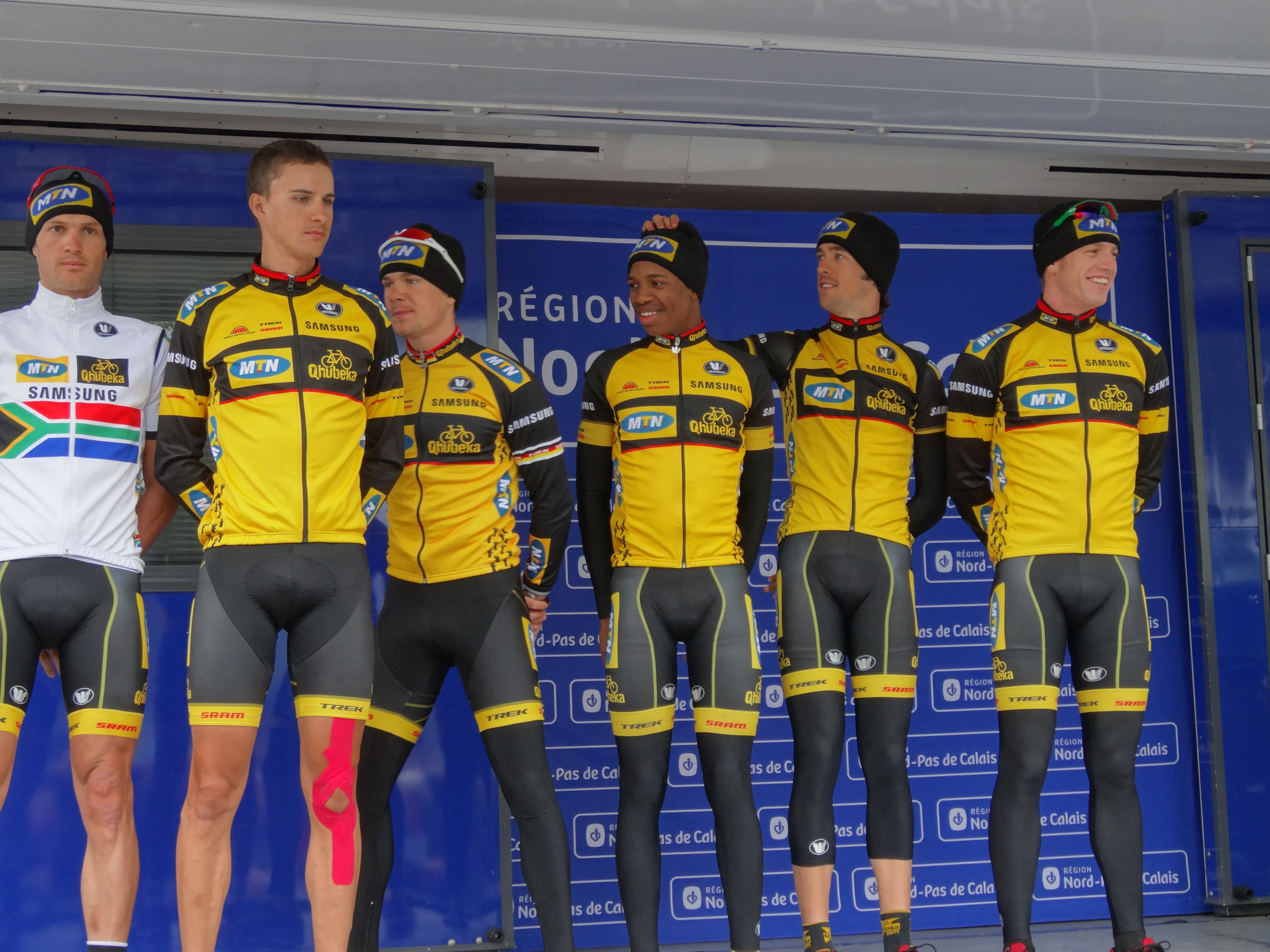
Equip MTN Qhubeka als Quatre dies de Dunkerque 2013

El Team Qhubeka NextHash (codi UCI: TQA) fou un equip ciclista sud-africà actiu entre el 1997 i el 2021. En el 2016 i el 2021 fou un equip de categoria WorldTeam.

## Història
Fundat el 1997 com a amateur, corria principalment curses de l'UCI Africa Tour, el circuit continental africà, sobretot des del seu ascens a la categoria Continental el 2008, i del qual n'era un dels grans dominadors.
El 2012 l'equip va destacar amb més de 20 victòries, diverses d'elles a Europa, sent el seu ciclista més destacat Reinardt Janse van Rensburg. El juny d'aquell any va llançar un projecte de tres anys pel qual ascendí a la categoria Professional Continental el 2013. La majoria dels seus integrants són sud-africans, tot i que també n'hi ha d'altres països d'Àfrica i d'Europa, com l'alemany Gerald Ciolek. És precisament aquest ciclista el que ha obtingut la victòria més important per l'equip, la Milà-Sanremo de 2013.
El 2016 canvià el nom d'MTN Qhubeka a Team Dimension Data, i va ascendir a categoria World Tour.
El 2020 passà a anomenar-se NTT Pro Cycling i el 2021 Team Qhubeka Assos.
El 2021 canvià de nom i va passar a denominar-se Team Qhubeka Assos, en honor dels seus patrocinadors, l'ONG Qhubeka i l'empresa suïssa Assos, especialitzada en roba i complements de ciclisme. Poc abans de l'inici del Tour de França l'entrada d'un nou copatrocinador va fer que passés a anomenar-se Qhubeka NextHash. Amb tot, al final de la temporada, no va aconseguir recaptar el pressupost necessari per continuar el 2022, fet que va comportar la denegació de la llicència del World Tour i la dissolució de l'equip.

## Principals victòries

### Clàssiques
- Milà-Sanremo: Gerald Ciolek (2013)

### Grans Voltes
- Tour de França
  - 7 participacions: (2015, 2016, 2017, 2018, 2019, 2020, 2021)
  - 7 victòries d'etapa
    - 1 al 2015: Steve Cummings
    - 5 al 2016: Mark Cavendish (4), Steve Cummings
    - 1 al 2017: Edvald Boasson Hagen

- Giro d'Itàlia
  - 6 participacions: (2016, 2017, 2018, 2019, 2020, 2021)
  - 5 victòries d'etapa
    - 1 al 2017: Omar Fraile
    - 1 al 2020: Ben O'Connor
    - 3 al 2021: Mauro Schmid, Giacomo Nizzolo i Victor Campenaerts

- Volta a Espanya
  - 8 participacions: (2014, 2015, 2016, 2017, 2018, 2019, 2020, 2021)
  - 3 victòries d'etapa
    - 1 al 2015: Kristian Sbaragli
    - 2 al 2018: Benjamin King (2)

  - Classificacions secundàries
    - Gran Premi de la muntanya: Omar Fraile (2016)

### Campionats nacionals

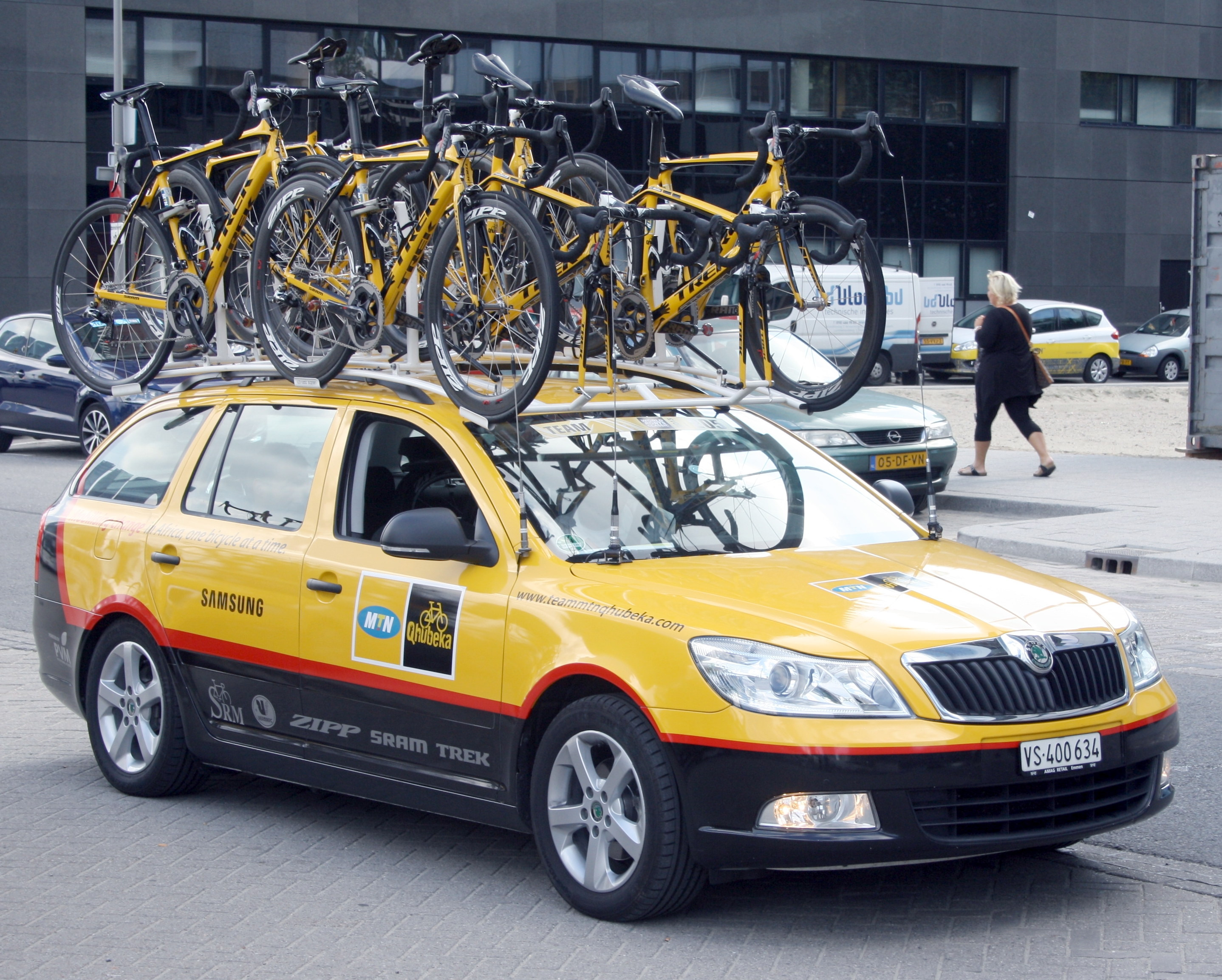
Vehicle de l'equip al 2013

- Campionats de Sud-àfrica de ciclisme en ruta:
  - Cursa en línia: 2008 (Ian McLeod), 2010 (Christoff Van Heerden), 2013 (Jay Robert Thomson), 2014 (Louis Meintjes, 2015 (Jacques Janse van Rensburg), 2016 (Jacobus Venter), 2017 (Reinardt Janse van Rensburg), 2020 (Ryan Gibbons)
  - Contrarellotge: 2010 (Kevin Evans), 2011 (Daryl Impey) i 2012 (Reinardt Janse van Rensburg)
  - Cursa en línia sub-23: 2010 (Reinardt Janse van Rensburg), 2012 (Calvin Beneke), 2013 i 2014 (Louis Meintjes)
  - Contrarellotge sub-23: 2013 i 2014 (Louis Meintjes)

- Campionats de Belarús de ciclisme en ruta:
  - Cursa en línia: 2016 (Kanstantsin Siutsou)
  - Contrarellotge: 2016 (Kanstantsin Siutsou)

- Campionats d'Eritrea de ciclisme en ruta:
  - Cursa en línia: 2015 (Natnael Berhane), 2016 (Daniel Teklehaimanot), 2018 (Merhawi Kudus)
  - Contrarellotge: 2015, 2016 (Daniel Teklehaimanot), 2017 (Mekseb Debesay), 2019 (Amanuel Gebrezgabihier)
  - Cursa en línia sub-23: 2016 (Merhawi Kudus)
  - Contrarellotge sub-23: 2015, 2016 (Merhawi Kudus)

- Campionats d'Etiopia de ciclisme en ruta:
  - Cursa en línia: 2013 i 2014 (Tsgabu Grmay)
  - Contrarellotge: 2013 i 2014 (Tsgabu Grmay)

- Campionats d'Itàlia de ciclisme en ruta:
  - Cursa en línia: 2020 (Giacomo Nizzolo)

- Campionats de Lituània de ciclisme en ruta:
  - Contrarellotge: 2013 (Ignatas Konovalovas)

- Campionats de Namíbia de ciclisme en ruta:
  - Cursa en línia: 2011 i 2012 (Lotto Petrus)
  - Contrarellotge: 2011 i 2012 (Lotto Petrus)

- Campionats de Noruega de ciclisme en ruta:
  - Cursa en línia: 2015, 2016 (Edvald Boasson Hagen)
  - Contrarellotge: 2015, 2016, 2017, 2018 (Edvald Boasson Hagen)

- Campionats del Regne Unit de ciclisme en ruta:
  - Cursa en línia: 2017 (Steve Cummings)
  - Contrarellotge: 2017 (Steve Cummings)

- Campionats de Ruanda de ciclisme en ruta:
  - Cursa en línia: 2012 (Adrien Niyonshuti)
  - Contrarellotge: 2016, 2017 (Adrien Niyonshuti)

## Classificacions UCI

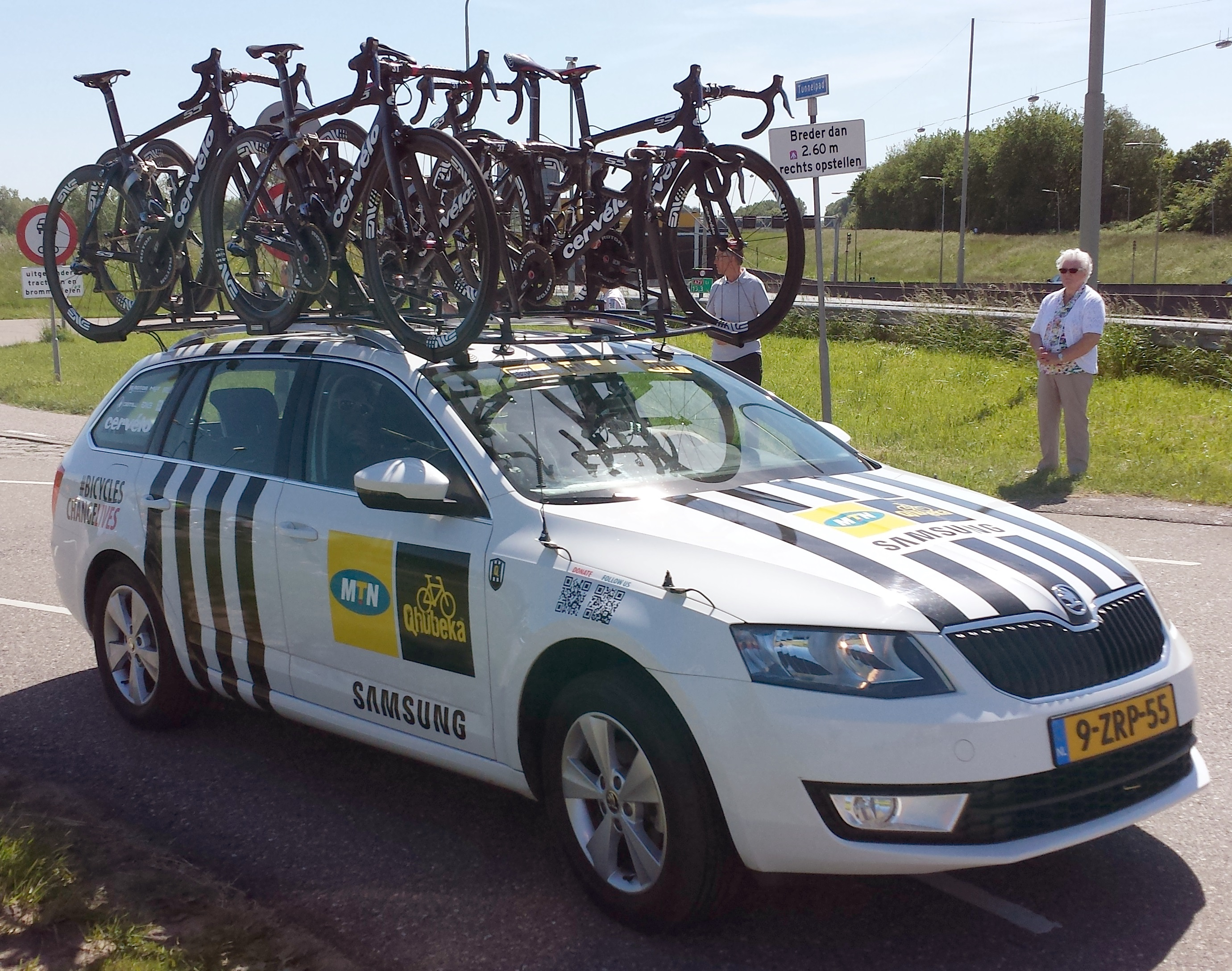
Vehicle de l'equip al 2015

L'equip participa en els circuits continentals i principalment a les proves de l'UCI Àfrica Tour. La taula presenta les classificacions de l'equip i el millor ciclista en la classificació individual.
L'equip guanyà la classificació individual de l'UCI Àfrica Tour 2008 gràcies a Nicholas White i la classificació per equips del 2008, 2010, 2012 i 2013.

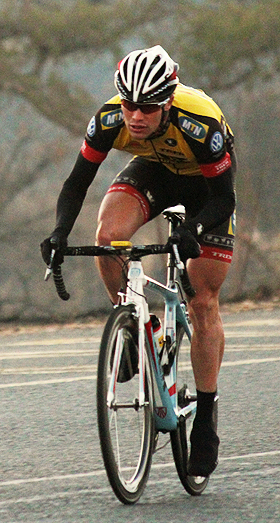
Reinardt Janse van Rensburg el 2012.

UCI Àfrica Tour
| Temporada | Classificació per equips | Millor ciclista en la classificació individual |
| --------- | ------------------------ | ---------------------------------------------- |
| 2008      | 1r                       | Nicholas White (1r)                            |
| 2009      | 2n                       | Jay Robert Thomson (4t)                        |
| 2010      | 1r                       | Christoff Van Heerden (7è)                     |
| 2011      | 4t                       | Reinardt Janse van Rensburg (13è)              |
| 2012      | 1r                       | Reinardt Janse van Rensburg (3r)               |
| 2013      | 1r                       | Jay Robert Thomson (7è)                        |
| 2014      | 1r                       | Louis Meintjes (7è)                            |
| 2015      | 3r                       | Louis Meintjes (16è)                           |
| 2016      | -                        | Youcef Reguigui (8è)                           |
| 2017      | -                        | Joseph Areruya (13è)                           |
| 2018      | -                        | Amanuel Gebrezgabihier (4t)                    |
| 2019      | -                        | Ryan Gibbons (3r)                              |
| 2020      | -                        | Louis Meintjes (5è)                            |
| 2021      | -                        | Reinardt Janse van Rensburg (11è)              |

UCI Amèrica Tour
| Temporada | Classificació per equips | Millor ciclista en la classificació individual |
| --------- | ------------------------ | ---------------------------------------------- |
| 2008      | 39è                      | Jay Robert Thomson (312è)                      |
| 2013      | 36è                      | Kristian Sbaragli (293è)                       |
| 2015      | 16è                      | Natnael Berhane (88è)                          |
| 2016      | -                        | Serge Pauwels (246è)                           |
| 2017      | -                        | -                                              |
| 2018      | -                        | Benjamin King (136è)                           |
| 2019      | -                        | Benjamin King (130è)                           |
| 2020      | -                        | Benjamin King (46è)                            |
| 2021      | -                        | Sergio Henao (39è)                             |

UCI Àsia Tour
| Temporada | Classificació per equips | Millor ciclista en la classificació individual |
| --------- | ------------------------ | ---------------------------------------------- |
| 2008      | 52è                      | Ian McLeod (207è)                              |
| 2009      | 15è                      | Christoff Van Heerden (17è)                    |
| 2010      | 52è                      | Jacobus Venter (268è)                          |
| 2011      | 32è                      | Dennis van Niekerk (82è)                       |
| 2012      | 25è                      | Reinardt Janse van Rensburg (22è)              |
| 2013      | 16è                      | Tsgabu Grmay (27è)                             |
| 2014      | 17è                      | Merhawi Kudus (39è)                            |
| 2015      | 17è                      | Youcef Reguigui (10è)                          |
| 2016      | -                        | Mark Cavendish (1r)                            |
| 2017      | -                        | Ryan Gibbons (10è)                             |
| 2018      | -                        | Amanuel Gebrezgabihier (73è)                   |

UCI Europa Tour
| Temporada | Classificació per equips | Millor ciclista en la classificació individual |
| --------- | ------------------------ | ---------------------------------------------- |
| 2008      | 117è                     | Kevin Evans (1077è)                            |
| 2012      | 39è                      | Reinardt Janse van Rensburg (10è)              |
| 2013      | 21è                      | Gerald Ciolek (10è)                            |
| 2014      | 27è                      | Kristian Sbaragli (57è)                        |
| 2015      | 11è                      | Edvald Boasson Hagen (4t)                      |
| 2016      | -                        | Edvald Boasson Hagen (59è)                     |
| 2017      | -                        | Edvald Boasson Hagen (14è)                     |
| 2018      | -                        | Edvald Boasson Hagen (106è)                    |
| 2019      | -                        | Michael Valgren (66è)                          |
| 2020      | -                        | Giacomo Nizzolo (21è)                          |
| 2021      | -                        | Giacomo Nizzolo (18è)                          |

UCI Oceania Tour
| Temporada | Classificació per equips | Millor ciclista en la classificació individual |
| --------- | ------------------------ | ---------------------------------------------- |
| 2012      | 6è                       | Reinardt Janse van Rensburg (7è)               |
| 2015      | 9è                       | Tyler Farrar (26è)                             |
| 2016      | -                        | Nathan Haas (14è)                              |
| 2017      | -                        | Nathan Haas (24è)                              |
| 2018      | -                        | Ben O'Connor (94è)                             |
| 2019      | -                        | Ben O'Connor (31è)                             |
| 2020      | -                        | Ben O'Connor (14è)                             |
| 2021      | -                        | Simon Clarke (11è)                             |

UCI World Tour
El 2016 s'incorpora a l'UCI World Tour.
| Temporada | Classificació per equips | Millor ciclista en la classificació individual |
| --------- | ------------------------ | ---------------------------------------------- |
| 2016      | 18è                      | Mark Cavendish (68è)                           |
| 2017      | 18è                      | Nathan Haas (50è)                              |
| 2018      | 18è                      | Nathan Haas (76è)                              |

El 2016 la Classificació mundial UCI passa a tenir en compte totes les proves UCI. Durant tres temporades existeix paral·lelament amb la classificació UCI World Tour i els circuits continentals. A partir del 2019 substitueix definitivament la classificació UCI World Tour.
| Temporada | Classificació per equips | Millor ciclista en la classificació individual |
| --------- | ------------------------ | ---------------------------------------------- |
| 2016      | -                        | Mark Cavendish (19è)                           |
| 2017      | -                        | Edvald Boasson Hagen (45è)                     |
| 2018      | -                        | Edvald Boasson Hagen (82è)                     |
| 2019      | 22è                      | Michael Valgren (80è)                          |
| 2020      | 21è                      | Giacomo Nizzolo (24è)                          |
| 2021      | 20è                      | Giacomo Nizzolo (21è)                          |